# Tapis de Qom
 (juillet 2016).
Le tapis de Qom est un type de tapis produit en Iran dans la région de Qom. Les premiers métiers apparaissent en 1930, à l'initiative de marchands de Kashan. Malgré leur fabrication récente, ils se sont imposés par la perfection de leur technique et la variété de leurs dessins.

## Description
Les motifs classiques sont les boteh et zil-e sultan. On retrouve aussi les fleurs sur fonds uni caractéristiques des tapis d'Esfahan et le médaillon central des tapis de Kashan.
Le tapis de Qom a un aspect très coloré, le blanc et l'ivoire du fond faisant ressortir les motifs multicolores.